# Dermatonotus muelleri
El sapito tacurú (Dermatonotus muelleri) es la única especie del género monotípico Dermatonotus, perteneciente a la familia de anfibios Microhylidae.

## Distribución
Se lo encuentra en Brasil desde el estado de Maranhão hasta el de São Paulo; el Chaco de Bolivia, el Chaco paraguayo, y el norte de la Argentina, en las provincias de: Chaco, Corrientes, Formosa, Salta, Santa Fe, Santiago del Estero y, con dudas, en las de Jujuy, y Misiones. En el Paraguay en los humedales del Ypoá y en el departamento Central. 

## Hábitat
Sus  hábitats naturales son bosques secos tropicales o subtropicales, sabana húmeda, matorrales subtropicales o tropicales húmedos, praderas subtropicales o tropicales estacionalmente húmedas o inundadas de tierras bajas, y pantanos de agua dulce temporarios.

## Costumbres
Pasa gran parte del tiempo enterrado en hormigueros o tacurúes (termiteros). Se alimenta de insectos.

## Reproducción
Los machos cantan semisumergidos en lagunas permanentes o semipermanentes; en el fondo de estas, las hembras depositan sus huevos.

## Conservación
Está amenazado en la Argentina por la destrucción del hábitat chaqueño para la agricultura y la extracción de madera, y la contaminación de los humedales causada por el escurrimiento de agroquímicos. En Paraguay, esta especie es capturada (legalmente) para el comercio internacional de mascotas. Igualmente IUCN lo categoriza como de «preocupación menor».